# Draper (Dacota do Sul)
Draper é uma cidade  localizada no estado norte-americano de Dacota do Sul, no Condado de Jones.

## Demografia
Segundo o censo norte-americano de 2000, a sua população era de 92 habitantes.
Em 2006, foi estimada uma população de 85, um decréscimo de 7 (-7.6%).

## Geografia
De acordo com o United States Census Bureau tem uma área de
1,7 km², dos quais 1,7 km² cobertos por terra e 0,0 km² cobertos por água. Draper localiza-se a aproximadamente 690 m acima do nível do mar.

## Localidades na vizinhança
O diagrama seguinte representa as localidades num raio de 40 km ao redor de Draper.